# Hallbach (Olbernhau)
Hallbach ist ein Ortsteil der sächsischen Stadt Olbernhau im Erzgebirgskreis.

## Geografie

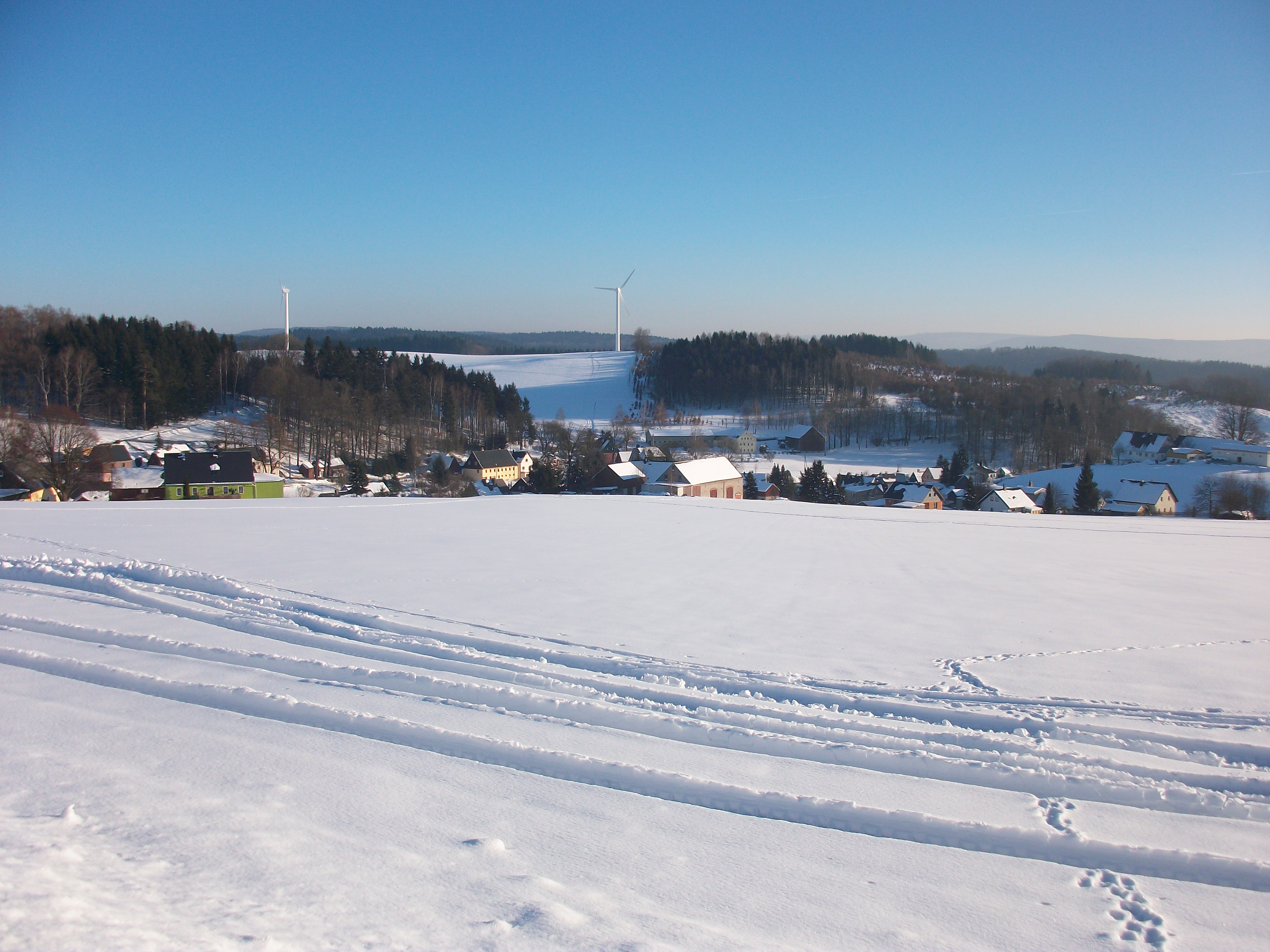
Hallbach im Winter (2017)

### Lage
Das Waldhufendorf Hallbach liegt etwa 4 Kilometer nordnordwestlich von Olbernhau im Erzgebirge. Westlich begrenzt die Moosheide die Flur, im Norden der Mittelwald und im Südosten der Arlitzwald.

### Nachbarorte
| Hutha       | Haselbach                                   | Pfaffroda |
|             | Kompassrose, die auf Nachbargemeinden zeigt | Schönfeld |
| Reukersdorf | Kleinneuschönberg                           |           |

## Geschichte

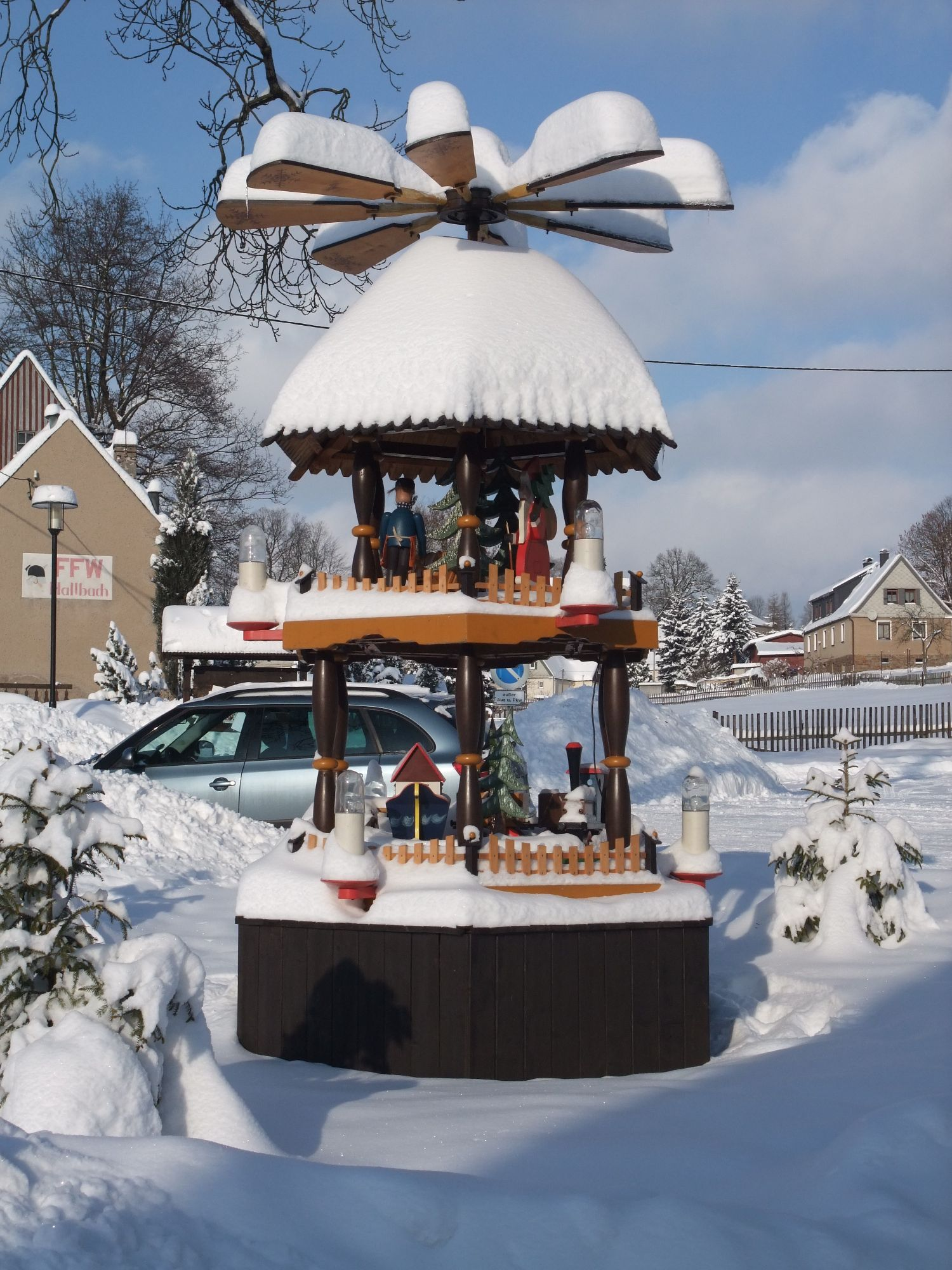
Ortspyramide an der Hallbacher Straße

### Ortsgeschichte
Die erste urkundliche Erwähnung datiert von 1445 als Halbpach. Nach der Reformation 1539 blieb Hallbach Filialkirche von Pfaffroda. 1582 wurde der erste Lehrer erwähnt. Bei einer Pestepidemie 1633 starben 140 der 151 Einwohner.
August Schumann nennt 1816 im Staatslexikon von Sachsen Hallbach betreffend lediglich: 

„Es gehört schriftsässig zu dem Rittergute Pfaffroda, hat ein Filial von Pfaffroda und 1 Mühle von 2 Gängen.“

Ab 1830 wurden verschiedene Industrie- und Handwerksbetriebe errichtet – Handweberei, Holzdrechslerei, Brettschneider, Kistenmacher, Spielwarenfabrikation, Schachtelmacher und Sitzmöbelherstellung. Durch den Bau der Straße von Olbernhau nach Pfaffroda 1870/1871 (die heutige B 171) verloren die bisherigen Straßen ihre Bedeutung. 1872 wurde Hutha nach Hallbach eingemeindet, 1882 das Schulgebäude eingeweiht.

Die Erwerbszweige betreffend heißt es in der Neuen Sächsische Kirchengalerie von 1901: 

„[…] ein Ort, in dem ebenso wie in der anderen Ortschaften [der Parochie], fast nur Landwirtschaft getrieben wurde. Daneben war die Weberei dort zu Hause. Jetzt hat sich das geändert. Die Spielwarenindustrie hat ihren Einzug gehalten und bildet jetzt den Hauptnahrungszweig.“

1912 wurde der Ort ans Elektrizitätsnetz angeschlossen. 1960 gründete sich hier die eigenständige LPG „Morgenrot“, welche 1964 in die Groß-LPG „Thomas Müntzer“ integriert wurde.
Zum 1. Januar 1999 erfolgte der Zusammenschluss der bis dahin eigenständigen Gemeinden Dörnthal, Hallbach und Pfaffroda b. Sayda zur Gemeinde Pfaffroda, Hallbach und Hutha wurden Ortsteile der neuen Gemeinde.
Am 1. Januar 2017 wurde die Gemeinde Pfaffroda mit allen Ortsteilen in die Stadt Olbernhau eingemeindet.

### Entwicklung der Einwohnerzahl
| Jahr | Einwohnerzahl                             |
| ---- | ----------------------------------------- |
| 1551 | 18 besessene Mann, 69 Inwohner            |
| 1764 | 16 besessene Mann, 17 Häusler, 13 ½ Hufen |
| 1834 | 488                                       |
| 1871 | 587                                       |

| Jahr | Einwohnerzahl |
| ---- | ------------- |
| 1890 | 713           |
| 1910 | 959           |
| 1925 | 1058          |
| 1939 | 1011          |

| Jahr | Einwohnerzahl |
| ---- | ------------- |
| 1946 | 1146          |
| 1950 | 1138          |
| 1964 | 957           |
| 1990 | 687           |

### Kirche Hallbach

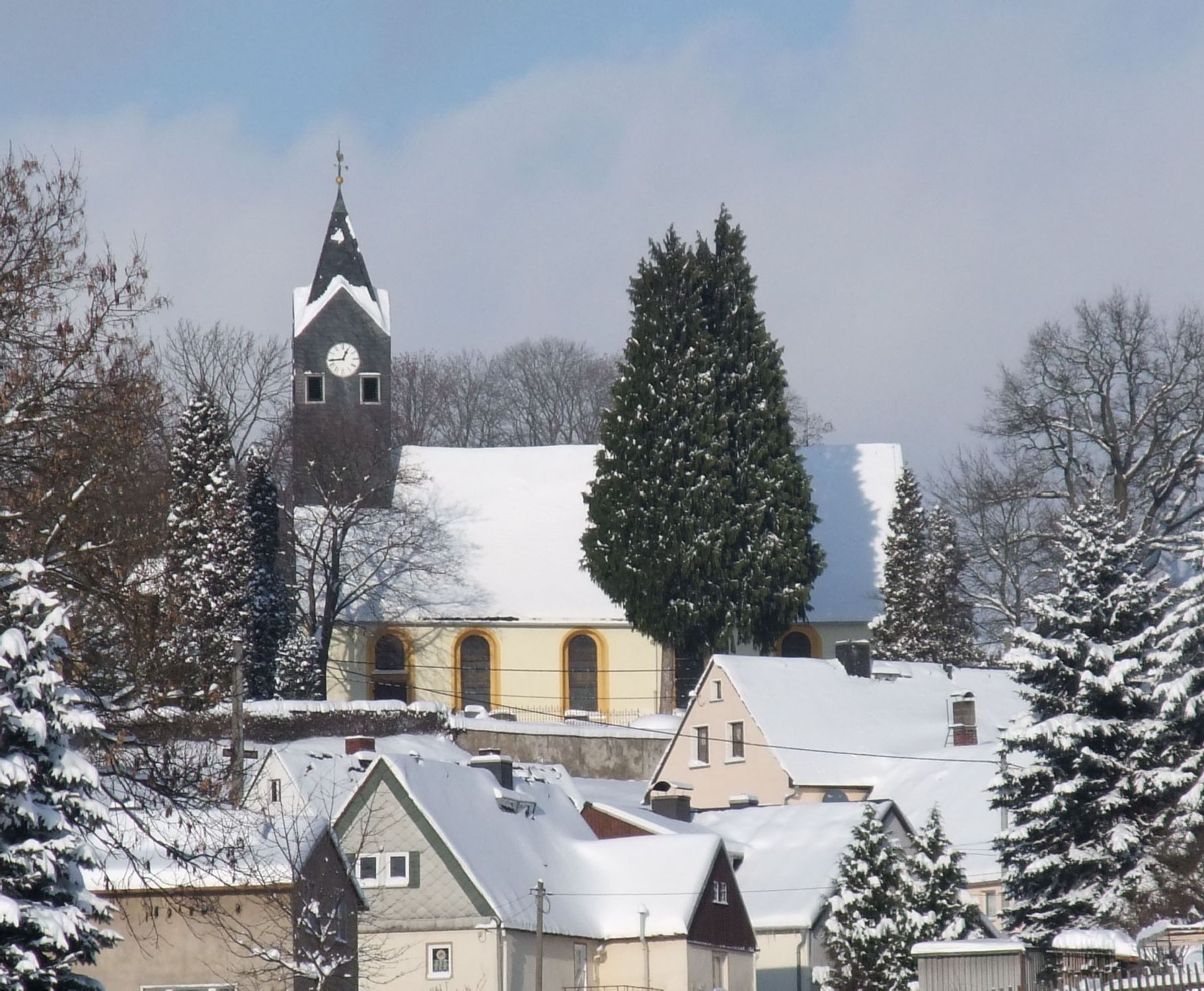
Die Kirche in Hallbach
von Süden gesehen

Die Kirche betreffend heißt es in der Neuen Sächsischen Kirchengalerie von 1901: 

„Fast am Ende des Dorfes steht inmitten des Gottesackers die alte, mehrfach erneuerte Kirche. Die Entstehungszeit der Kirche ist unbekannt. Jedenfalls besitzt sie ein hohes Alter, und war vielleicht in der Zeit vor der Reformation eine Feldkapelle. Der älteste Teil ist der, in dem sich jetzt der Altarraum befindet. Früher muß sie sehr klein gewesen sein, findet sich doch in der Kirchrechnung von 1602 bis 1603 angegeben: »7 Neuschock 31 ½ Gr. dem Maurer Peter Krausen die Kirchmauer von grunde ausszuführen undt mit Kalck zu bewerfen. Ist die Kirche umb funffzehn ellen in die lenge erweitert wordenn.« Der Altar war gemauert. Die Kirche war mit Ziegeln ausgepflastert. […] 1614 wurde die noch vorhandene kleine Glocke von Gabriel Zacharias Hillger in Freiberg angefertigt. […] 1689 wurde die große, 1692 die mittlere Glocke angeschafft. 1690 wurden 30 Stämme Bauholz zum Turmbau verwendet. […] Im Jahre 1893 wurde die Kirche einer durchgreifenden Renovation unterzogen. […] Der Umbau dauerte von April bis zum November. Am 12. November 1893 (Dom. XXIV p. Trin.) wurde sie durch Superintendent Haesselbarth feierlich geweiht. […] Der Kirchturm wurde 1844 einer gründlichen Reparatur unterzogen. Früher stand in der Kirche ein Positiv, das fast alljährlich ausgebessert werden musste. Dann wurde ein Orgelwerk angeschafft, an dem die Gemeinde wenig Freude gehabt haben wird. Wird doch 1803 berichtet, dass die Orgel seit neun Jahren »nicht mehr angeschlagen werden können«. […] Die jetzige Orgel ist vom Orgelbauer Erler aus Kreina bei Oschatz 1867 für ungefähr 900 Thaler gebaut worden.“

1923 wurde eine neue Orgel der Firma Schmeisser aus Rochlitz geweiht und bereits 34 Jahre später wurde sie völlig erneuert.

## Verkehr
Am südlichen Ortsrand verläuft die Bundesstraße 171 Olbernhau–Sayda (Freiberger Straße). Über eine Gemeindestraße besteht Anschluss an Hutha und weiter über Neusorge nach Forchheim.
Der nächstgelegene Bahnhof ist in Olbernhau an der Bahnstrecke Chemnitz–Olbernhau-Grünthal.

## Persönlichkeiten
- Karl-Ewald Fritzsch (1894–1974), Volkskundler und Pädagoge, in Hallbach geboren